# امامزاده سید علی
امامزاده سید علی مربوط به دوره قاجار است و در شهرستان داورزن، بخش مرکزی، دهستان کاه، ۳۰۰ متری جنوب شرق روستای بروغن واقع شده و این اثر در تاریخ ۱۸ اسفند ۱۳۸۷ با شمارهٔ ثبت ۲۴۹۸۱ به‌عنوان یکی از آثار ملی ایران به ثبت رسیده است.